# Devon Saddler
Devon Gaulden-Saddler (Aberdeen (Maryland), 10 de mayo de 1991) es un exjugador de baloncesto estadounidense que jugó cinco temporadas como profesional y formaba parte de la Selección de baloncesto de Bielorrusia. Con 1,85 metros de estatura, jugaba en la posición de base. 

## Trayectoria deportiva
Jugó cuatro temporadas con los Delaware Fightin Blue Hens  y tras no ser elegido en el Draft de la NBA de 2014, más tarde daría el salto a Europa para jugar durante varias temporadas en Italia, Croacia, Grecia, Hungría y Bielorrusia.
Durante la temporada 2018-19, en las filas del Tsmoki-Minsk disputaría 22 partidos en la VTB United League, en los que promedió 15.3 puntos y 4.7 asistencias por partido. Además sería convocado por la Selección de baloncesto de Bielorrusia. En 4 partidos de las Clasificatorias para la Copa Mundial de la FIBA 2019, el base promedió 16 puntos, 6.8 asistencias y 4.8 rebotes por 33:34 minutos por encuentro.
En mayo de 2019 se confirma el acuerdo para que el jugador firme con Avtodor Saratov de la VTB United League.